# Europium(III)-nitrat

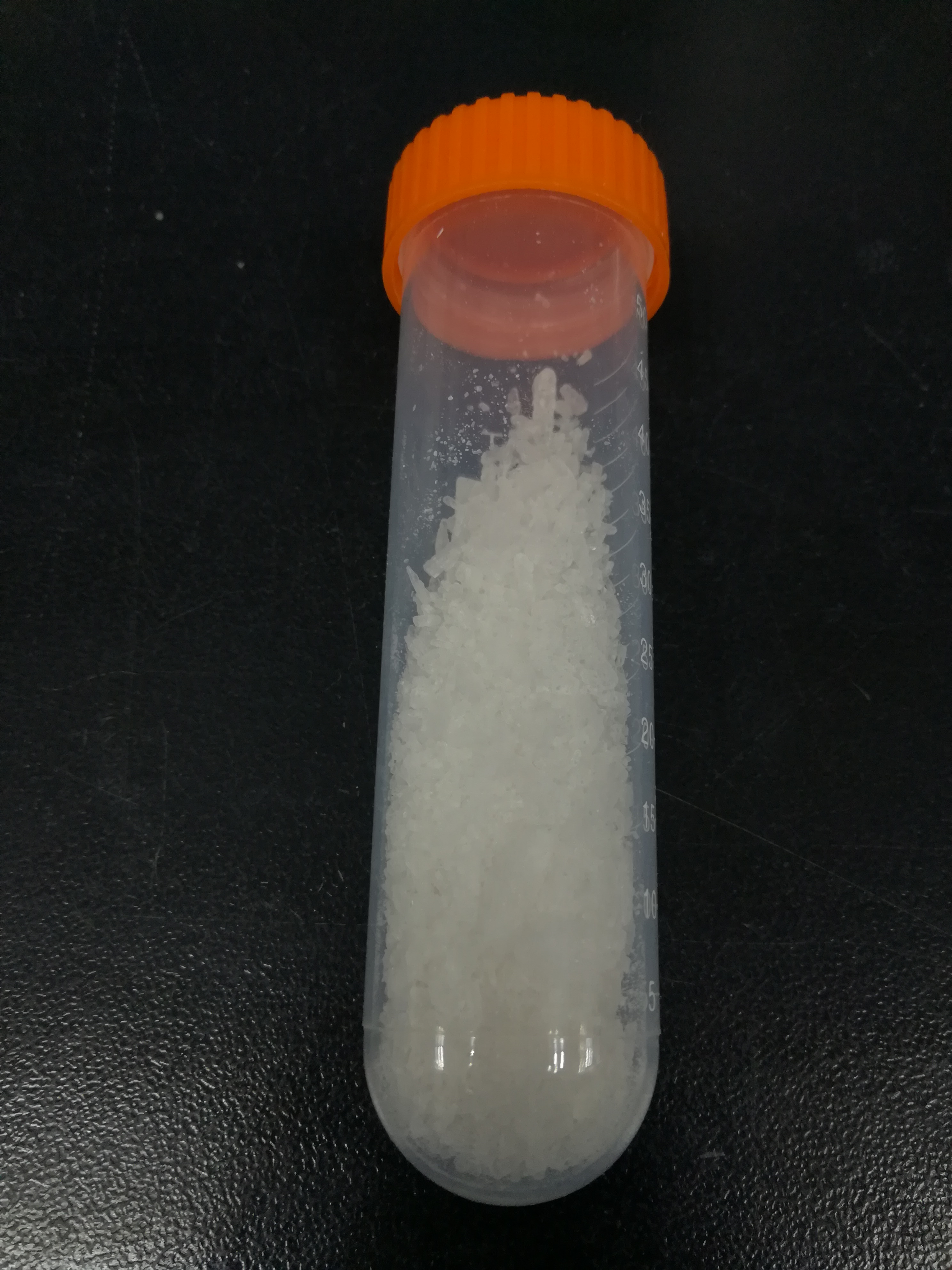

Europium(III)-nitrat (Eu[NO3]3) ist ein anorganisches Salz aus Europium und der Salpetersäure. Das Hexahydrat (Eu[NO3]3∙6H2O) ist die verbreitetste Form, welche farblose hygroskopische Kristalle bildet.

## Gewinnung und Darstellung
Europiumsesquioxid (Eu2O3) wird in Salpetersäure gelöst und dann zur Trockene eingeengt.
{\displaystyle {\ce {Eu2O3 + 6 HNO3 -> 2 Eu[NO3]3 + 3 H2O}}}

## Eigenschaften
Das wasserfreie Europium(III)-nitrat kristallisiert im Tb[NO3]3-Typ, monoklin in der Raumgruppe P21/c (Raumgruppen-Nr. 14) mit den Gitterparametern a = 1109,4(1), b = 618,50(8), c = 975,2(1) pm, β = 93,034(9)° mit vier Formeleinheiten pro Elementarzelle. Europium(III)-nitrat beginnt bei 317 °C sich zu zersetzen, die in drei Schritten zum Europiumsesquioxid abläuft.
Erster Schritt (301–362 °C):
{\displaystyle {\ce {2 Eu[NO3]3 -> 2 EuO[NO3] + 4 NO2 + O2}}}
Zweiter Schritt (428–461 °C):
{\displaystyle {\ce {6 EuO[NO3] -> 2 EuO[NO3]*Eu2O3 + 4 NO2 + O2}}}
Dritter Schritt (575–600 °C):
{\displaystyle {\ce {4 EuO[NO3]*Eu2O3 -> 6 Eu2O3 + 4 NO2 +O2}}}
Das Hexahydrat wandelt sich bei etwa 65 °C (ähnlich wie andere Nitrathexahydrate) in eine klare Flüssigkeit um. Diese Flüssigkeit beginnt bei etwa 112 °C zu sieden und sofort nach gasförmiger Salpetersäure zu riechen.

## Verwendung
Europium(III)-nitrat kann mit 1,3,5-Tricarboxybenzol (Trimesinsäure, TMA) reagieren und bildet eine Europium Metallorganische Gerüstverbindung (Eu-MOF). Europium(III)-nitrat kann auch verwendet werden um EuPO4∙nH2O Nanoröhrchen zu erhalten. Es wird auch bei der Synthese von lichtemittierenden Nanomaterialien verwendet.